# Сонячна енергія

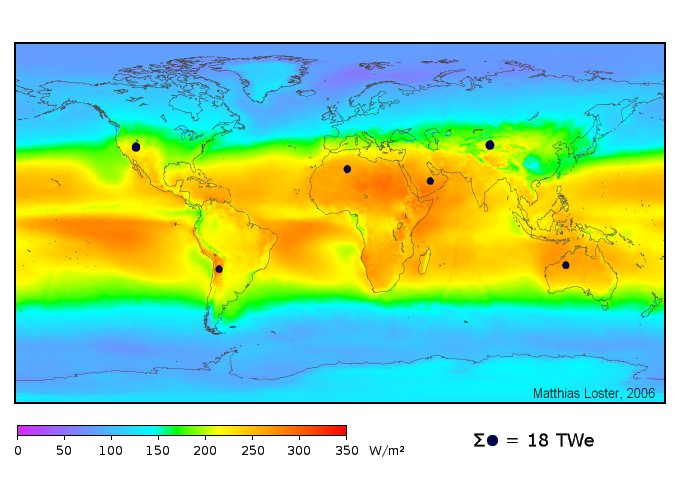
Мапа сонячного випромінювання на поверхні Землі

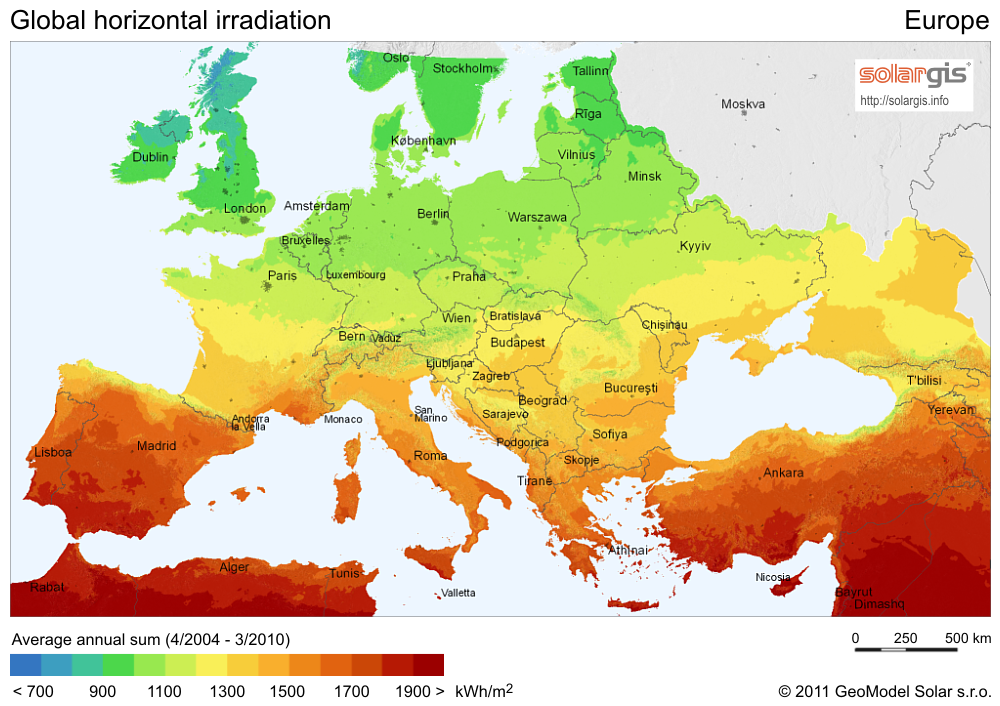
Мапа сонячного випромінювання — Європа

Сонячна енергія ― енергія, отримана від Сонця у вигляді тепла та світла. Ця енергія значною мірою керує кліматом та погодою, та є основою життя. Технологія, що контролює сонячну енергію називається сонячною енергетикою.
Сонячне випромінення є важливим чинником у багатьох хімічних та біохімічних процесах. Уся область довжин хвиль світла, випроміненого сонцем (99.9 % у області 150 — 4000 нм) фільтрується у зовнішніх шарах атмосфери Землі, зокрема завдяки поглинанню киснем, озоном, водяною парою та вуглекислим газом.
Поверхні Землі на рівні моря досягає тільки світло із довжинами хвиль більшими, ніж 290 нм. Світло 290—400 нм
ефективно індукує важливі фотохімічні процеси після поглинання певними слідовими газами — озоном, діоксидом азоту, альдегідами, кетонами і т.ін., що є в атмосфері.

## Сонячна енергія та Земля

Розсіювання сонячної енергії під час її проходження крізь атмосферу, де вона частково поглинається й остаточно відбивається поверхнею (пустелі, снігові простори, моря) до космосу. Значення виражено в Петаватах.

У верхні шари атмосфери Землі постійно надходить 174 PW (петават) сонячного випромінювання (інсоляції). Близько 6 % інсоляції відбивається атмосферою, 16 % поглинається нею. Середні шари атмосфери в залежності від погодних умов (хмари, пил, атмосферні забруднення) віддзеркалюють до 20 % інсоляції та поглинають 3 %.
Атмосфера не тільки зменшує кількість сонячної енергії, що досягає поверхні Землі, але і дифузує близько 20 % з того що надходить, та фільтрує частину його спектру. Після проходження атмосфери близько половини інсоляції перебуває у видимій частині спектру. Друга половина перебуває переважно в інфрачервоній частині спектру. Тільки незначна частина цієї інсоляції припадає на ультрафіолетове випромінювання.
Сонячне випромінювання поглинається поверхнею суходолу, океанами (покривають близько 71 % поверхні земної кулі) і атмосферою. Абсорбція сонячної енергії через атмосферну конвекцію, випаровування і конденсацію водяної пари є рушійною силою кругообігу води та керує вітрами. Сонячне проміння абсорбоване океаном та суходолом підтримує середню температуру на поверхні Землі, що нині становить 14 °C. Завдяки фотосинтезу рослин, сонячна енергія може перетворюватись на хімічну, що зберігається у вигляді їжі, деревини та біомаси, яка зрештою перетворюється на викопне паливо.

## Перспективи використання
Сонячна енергія є джерелом енергії вітру, води, тепла морів, біомаси, а також причиною утворення протягом тисячоліть торфу, бурого і кам'яного вугілля, нафти і природного газу, однак ця енергія опосередкована і накопичена протягом тисяч і мільйонів років. Енергію Сонця можна використовувати і безпосередньо, як джерело електроенергії і тепла. Для цього потрібно створити пристрої, які концентрують енергію Сонця на малих площах і в малих обсягах.
Загальна кількість сонячної енергії, яку поглинає атмосфера, поверхня суходолу і океани становить приблизно 3 850 000 ексаджоулів (ЕДж) на рік. За одну годину, це дає більше енергії, ніж увесь світ використав за цілий 2002 рік. Фотосинтез забирає близько 3 000 ЕДж на рік на виробництво біомаси. Кількість сонячної енергії, яка досягає поверхню землі така велика, що за рік вона приблизно вдвічі перевершить всю енергію, яку потенційно можна виробити зі всіх невідновлюваних джерел: вугілля, нафти, уранових руд.
| Річне надходження сонячного випромінювання і споживання енергії людиною1                     | Річне надходження сонячного випромінювання і споживання енергії людиною1 | Річне надходження сонячного випромінювання і споживання енергії людиною1 |
| -------------------------------------------------------------------------------------------- | ------------------------------------------------------------------------ | ------------------------------------------------------------------------ |
| Сонце                                                                                        | 3 850 000                                                                | [ 6 ]                                                                    |
| вітер                                                                                        | 2 250                                                                    | [ 11 ]                                                                   |
| Потенціал біомаси                                                                            | ~200                                                                     | [ 12 ]                                                                   |
| Світове споживання енергії2                                                                  | 539                                                                      | [ 13 ]                                                                   |
| Електроенергія2                                                                              | ~67                                                                      | [ 14 ]                                                                   |
| 1 Енергію подано в ексаджоулях 1 ЕДж = 1018 Дж = 278 ТВт/год 2 Споживання станом на 2010 рік |                                                                          |                                                                          |

Кількість сонячної енергії, яку потенційно може використати людина, відрізняється від кількості енергії, яка перебуває поблизу земної поверхні. Такі фактори як зміна дня і ночі, хмарність і доступна поверхня суходолу, зменшують кількість енергії, придатної для використання.
Географічне положення впливає на енергетичний потенціал, оскільки ближчі до екватора області приймають більшу кількість сонячного випромінювання. Проте, використання пристроїв на фотовольтації, які можуть змінювати власну орієнтацію відповідно до положення Сонця на небосхилі, може значно підвищувати потенціал сонячної енергії у віддалених від екватора областях.
Доступність земель значно впливає на можливий видобуток енергії, оскільки сонячні панелі можна встановлювати лише на землях, які для цього підходять і не використовуються для інших цілей. Наприклад, придатним місцем для встановлення панелей стали дахи.
Сонячні системи поділяються на активні та пасивні, в залежності від способу увібрати сонячну енергію, її переробити і розподілити.
Активні сонячні технології використовують фотовольтаїку, концентровану сонячну енергію, сонячні колектори, насоси і вентилятори, щоб перетворити сонячне випромінювання на корисний вихід енергії. Серед пасивних сонячних технологій: використання матеріалів зі сприятливими тепловими характеристиками, дизайн приміщень із природною циркуляцією повітря і вигідне розташування будівель відносно положення Сонця. Активні сонячні технології підвищують енергопостачання, тоді як пасивні зменшують потребу в додаткових джерелах енергії.
2000 року Програма розвитку ООН, Департамент з економічних і соціальних питань ООН і Світова енергетична рада опублікували оцінку потенціалу сонячної енергії, яку людство може добувати, взявши до уваги такі фактори як інсоляція, хмарність і доступна для використання поверхня суходолу. Оцінка показала, що глобальний потенціал сонячної енергії становить 1,575–49,837 ЕДж на рік (див. таблицю нижче).
Нанотехнології мають потенціал революціонізувати сонячну енергетику шляхом створення більш ефективних, гнучких і рентабельних сонячних батарей. Дослідники вивчають можливість використання наночастинок, таких як квантові точки та нанодротини, для покращення поглинання світла та властивостей транспортування заряду сонячними елементами. Було показано, що наночастинки та наноструктури покращують поглинання світла, збільшують перетворення світла в енергію та покращують збереження та транспортування тепла.
| Регіон   | Північна Америка | Латинська Америка і Кариби | Західна Європа | Центральна і Східна Європа | Країни колишнього Радянського Союзу | Близький Схід і Північна Африка | Sub-Saharan Африка | Pacific Asia | Південна Азія | Centrally planned Asia | Pacific OECD |
| -------- | ---------------- | -------------------------- | -------------- | -------------------------- | ----------------------------------- | ------------------------------- | ------------------ | ------------ | ------------- | ---------------------- | ------------ |
| Мінімум  | 181,1            | 112,6                      | 25,1           | 4,5                        | 199,3                               | 412,4                           | 371,9              | 41,0         | 38,8          | 115,5                  | 72,6         |
| Максимум | 7 410            | 3 385                      | 914            | 154                        | 8 655                               | 11 060                          | 9 528              | 994          | 1 339         | 4 135                  | 2 263        |

У цей час працюють нагрівальні пристрої, які накопичують енергію Сонця, а також дослідні зразки електродвигунів і автомобілів, які використовують енергію Сонця.
Сонячна енергія, як вважають, до кінця століття може скласти не більше 1 % від загальної кількості використовуваної енергії. Ще в 1870 році в Чилі було побудовано сонячний опріснювач морської води, який виробляв до 30 тон прісної води на добу і працював понад 40 років. Завдяки застосуванню гетеропереходів, коефіцієнт корисної дії сонячних батарей вже досягає 25 %. Налагоджено виробництво сонячних батарей у вигляді довгої полікристалічної кремнієвої стрічки, які мають ККД понад 10 %.

## Теплова енергія
Технології, які використовують теплову енергію сонця, можна застосовувати для нагрівання води, обігріву приміщень, охолодження приміщень і генерації технологічної теплоти.

### Раннє комерційне застосування
1897 року Френк Шуман, американський винахідник, інженер і піонер з використання сонячної енергії, побудував невеликий демонстраційний сонячний двигун, принцип роботи якого полягав у тому, що сонячне світло відбивалось на квадратні контейнери, заповнені ефіром, температура кипіння якого менша, ніж води. Всередині до контейнерів були припасовані чорні труби, які приводили в рух паровий двигун. 1908 року, Шуман заснував компанію Sun Power Company, яка мала будувати більші установки на сонячній енергії. Разом зі своїм технічним радником А. С. Е. Акерманом і британським фізиком Чарлзом Верноном Бойзом Шуман розробив покращену систему, використавши систему дзеркал, які відбивали сонячні промені на коробки сонячних колекторів, підвищуючи ефективність нагрівання до рівня, коли можна було замість ефіру використовувати воду. Потім Шуман побудував повномасштабний паровий двигун, що працював на воді під низьким тиском. Це дало йому змогу 1912 року запатентувати цілу систему з сонячним двигуном.
Між 1912 і 1913 роками Шуман побудував найпершу в світі геотермальну електростанцію в місті Мааді Єгипет. Шуманівська електростанція використовувала параболоциліндричні концентратори, щоб привести до руху двигун потужністю 45 — 52 кВт, який перекачував понад 22 000 літрів води за хвилину з річки Ніл на прилеглі бавовняні поля. Хоча Перша світова війна, а також відкриття дешевої нафти в 1930-х роках, і завадили подальшому просуванню сонячної енергії, але шуманівське бачення і базовий дизайн було відроджено в 1970-х роках на новій хвилі інтересу до геотермальної енергії. 1916 року, в пресі часто цитували слова Шумана, в яких він захищав використання сонячної енергії:
|                                             | Ми довели, що використання сонячної енергії може бути комерційно вигідним у тропіках, і навіть більше того, довели, що після вичерпання запасів нафти і вугілля, людство отримає невичерпне джерело енергії у вигляді сонячних променів. Оригінальний текст (англ.) We have proved the commercial profit of sun power in the tropics and have more particularly proved that after our stores of oil and coal are exhausted the human race can receive unlimited power from the rays of the sun. |
| — Френк шуман, New York Times, 2 липня 1916 | |

### Нагрівання води

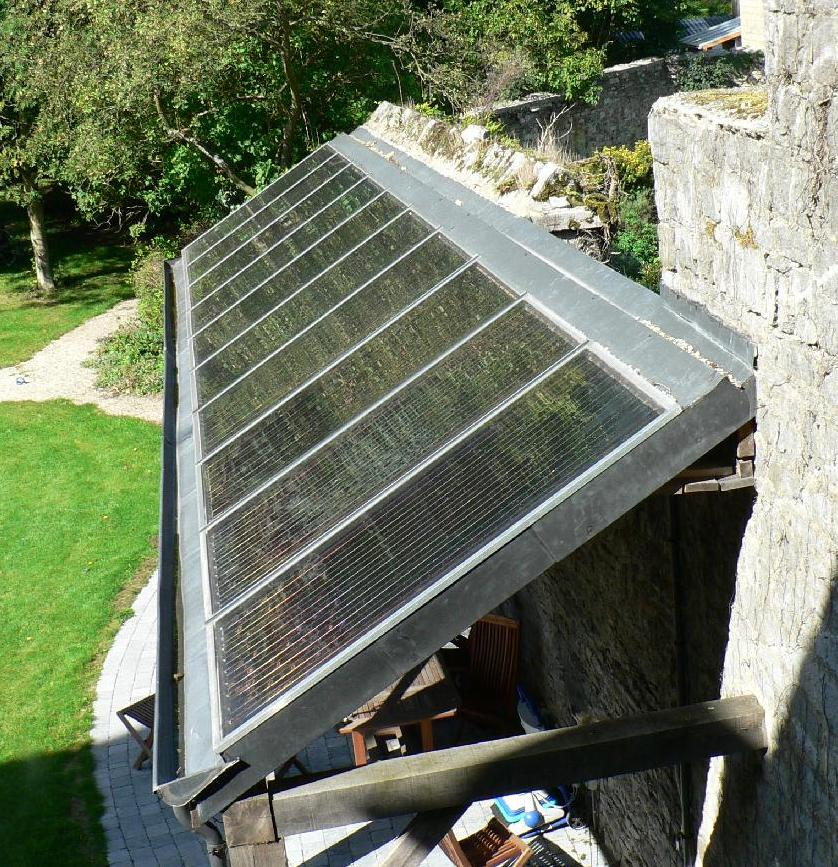
Сонячні водонагрівачі повернені до Сонця, щоб підвищити ефективність.

У низьких географічних широтах (нижче 40 градусів) від 60 до 70 % всієї побутової гарячої води температурою до 60 °C можуть забезпечити сонячні системи для нагріву води. Найбільш поширеними типами сонячних водонагрівачів є: вакуумні трубні колектори (44 %) та пласкі колектори (34 %), які зазвичай використовують для нагрівання побутової гарячої води; а також прозорі пластикові колектори (21 %), які головним чином використовують, щоб підігрівати плавальні басейни.
Станом на 2007 рік, загальна встановлена потужність сонячних систем для нагріву води становила приблизно 154 теплових ГВт. Китай є світовим лідером у цій галузі, встановивши станом на 2006 рік 70 теплових ГВт і планує до 2020 року, досягнути 210 теплових ГВт. Ізраїль і Кіпр є світовими лідерами з використання сонячних систем для підігріву води на душу населення з 90 % домогосподарств, які їх встановили. У США, Канаді та Австралії сонячні водопідігрівачі слугують переважно для підігріву плавальних басейнів, зі встановленою потужністю станом на 2005 рік близько 18 теплових ГВт.

### Обігрів, охолодження і вентиляція

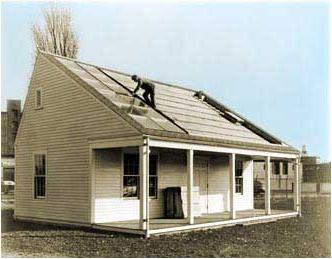
Сонячний будинок № 1 Массачусетського технологічного інституту, побудований 1939 року в США, використовував для обігріву впродовж цілого року.

У США на HVAC припадає 30 % енергії, яка використовується в комерційних будівлях і майже 50 % енергії, яка використовується в житлових будинках. Системи сонячного обігріву, охолодження і вентиляції можна використовувати, щоби компенсувати частину цієї енергії.
Теплова маса — це будь-який матеріал, який можна застосовувати, щоб зберігати тепло, зокрема сонячне. Серед матеріалів, які можуть виконувати функцію теплової маси, камінь, цемент і вода. Упродовж історії, їх застосовували в посушливому або теплому кліматі, щоби зберегти приміщення прохолодним, оскільки вони вбирають сонячну енергію протягом дня і випускають накопичене тепло вночі. Однак їх можна застосовувати й у прохолодних регіонах, щоб зберігати тепло. Розмір і розташування теплової маси залежить від кількох чинників таких як клімат, співвідношення часу сонячної освітленості й перебування в тіні. Якщо теплову масу правильно розмістити, то вона зберігає температуру в приміщенні в комфортному діапазоні і зменшує потребу в пристроях для додаткового обігріву й охолодження.
Сонячний комин (або тепловий комин, в цьому контексті) — це пасивна система сонячної вентиляції, що складається з вертикального стовбура, який сполучає внутрішню і зовнішню сторони будівлі. Якщо комин нагрівається, то повітря всередині також нагрівається, що спричиняє вертикальний протяг який протягує повітря крізь будинок. Його роботу можна покращити, якщо використовувати непрозорі матеріали і теплову масу у спосіб, який нагадує теплицю.
Листопадні рослини запропоновано як спосіб контролювати сонячне нагрівання і охолодження. Якщо вони ростуть на південній стороні будівлі в північній півкулі або північній стороні будівлі в південній півкулі, то їх листя забезпечує затінок упродовж літа, тоді як голі стовбури без перешкод пропускають сонячні промені взимку.

### Приготування їжі

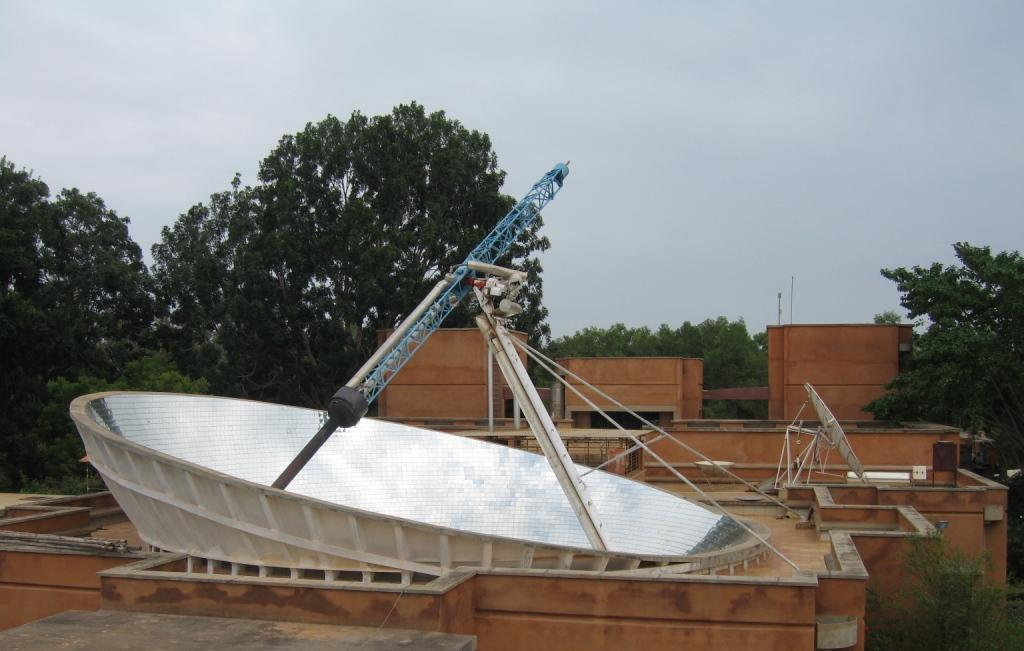
Параболічна тарілка виробляє пару для приготування їжі, Ауровіль (Індія)

Сонячні печі використовують сонячне світло для приготування їжі, сушіння і пастеризації. Їх можна поділити на три широких категорії: коробчасті печі (англ. box cookers), панельні печі (англ. panel cookers) і відбивні печі (англ. reflector cookers). Найпростіша сонячна піч — коробчаста, яку уперше побудував Орас Бенедикт де Соссюр 1767 року. Проста коробчаста піч складається з ізольованого контейнера з прозорою накривкою. Вона може ефективно застосовуватися при частково закритому хмарами небі і зазвичай досягає температури 90–150 °C. Панельна піч використовує відбивну панель, щоб направити сонячне проміння на ізольований контейнер і досягнути температури, порівн́янної з коробчастою піччю. Відбивні печі використовують різну геометрію відбивача (тарілку, корито, дзеркала Френеля), щоб сфокусувати промені на контейнер. Ці печі досягають температури 315 °C, але вимагають прямого проміння і їх потрібно переставляти разом зі зміною положення Сонця.

### Технологічне тепло
Системи концентрації сонячної енергії, такі як параболічні тарілки, корита і відбивачі Шеффлера можуть забезпечувати технологічне тепло для комерційних та індустріальних потреб. Першою комерційною системою був Solar Total Energy Project (STEP) у Шенандоа, (Джорджія, США), де поле зі 114 параболічних тарілок забезпечило 50 % технологічного тепла, вентиляції повітря і потреб в електроенергії для швейної фабрики. Ця під'єднана до мережі когенераційна установка забезпечила 400 кВт електроенергії а також теплову енергію у вигляді 401 Вт пари і 468 кВт охолодженої води, і забезпечувала зберігання тепла з одногодинним піковим навантаженням. Ставки-випарники — це мілкі басейни, які концентрують розчинені у воді тверді речовини, за допомогою випаровування. Використання ставків-випарників для видобутку солі з морської води, є одним із найстаріших застосувань сонячної енергії. Серед сучасних застосувань: підвищення концентрації солей при добуванні металів методом вилужування, а також видалення твердих речовин зі стічних вод. При використанні шнурів, сушарок і вішалок білизна висихає в процесі випаровування під дією вітру і сонячних променів без споживання електроенергії та газу. В законах деяких штатів США, навіть спеціально прописано захист «права сушити» одяг. Незасклені накопичувальні колектори (UTC) — це перфоровані, обернені до сонця панелі, які використовуються для попереднього нагрівання вентиляційного повітря. UTC може підняти температуру вхідного повітря до температури від + 40 °F (22 °C) і забезпечити температуру на виході 45-60 °C (113—140 °F). Коротший період повернення вкладених грошей (від 3 до 12 років) робить накопичувальні колектори фінансово вигіднішими, ніж засклені колекторні системи. Станом на 2003 рік понад 80 систем із сумарною колекторною площею 35 000 м² було встановлено у всьому світі, включно з колектором площею 860 м² у Коста-Риці для висушування кавових бобів і колектор площею 1300 м² у Коїмбаторі (Індія) для висушування нагідків.

### Обробка води

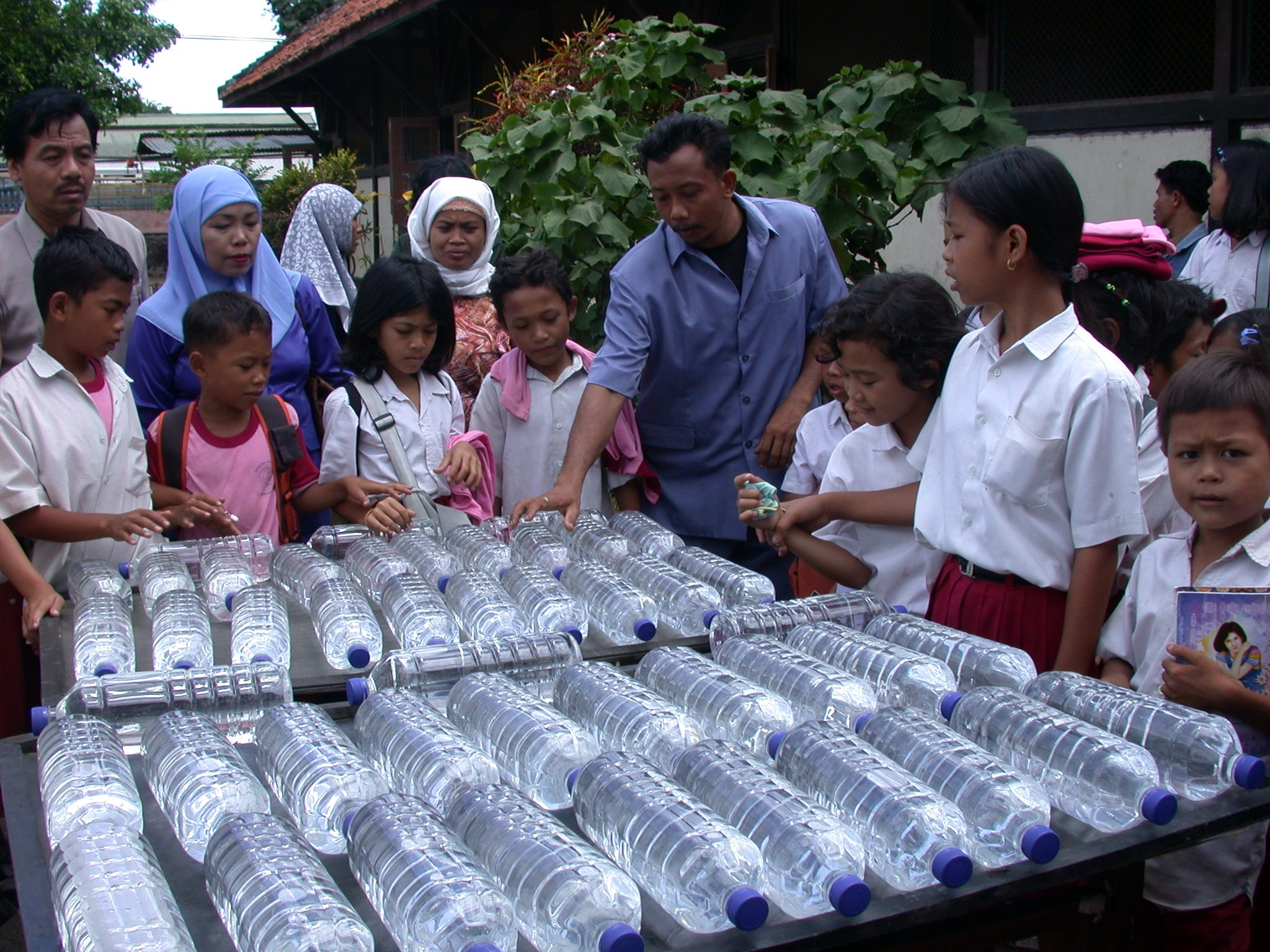
Дезінфекція за допомогою сонячного світла в Індонезії

Сонячне опріснення можна використовувати, щоб перетворити солону або солонувату воду на питну. Уперше приклад такого перетворення зафіксували арабські алхіміки XVI століття. Уперше масштабний проект з сонячного опріснення побудували 1872 року в чилійському шахтарському містечку Лас-Салінас. Завод, який мав площу сонячного колектора 4700 м² міг виробляти до 22 700 л питної води і залишався в роботі впродовж 40 років. Індивідуальні конструкції як і раніше передбачають: односхилі, подвійно-направлені (або парникові) типи, вертикальні, конічні, перевернуті поглиначі, і багатошаровість та багаторазові ефекти.. Ці опріснювачі можуть працювати в пасивному, активному і змішаному режимах. Подвійно-схилі дистилятори, найбільш економічно вигідні для окремих побутових потреб, тоді як активні одиниці з багаторазовим ефектом, більш підходять для загальних великих проєктів.
Для сонячної дезінфекції воду наливають у прозорі пляшки з ПЕТ і поміщають їх на кілька годин під сонячні промені. Час дезінфекції залежить від клімату і погодних умов, від принаймні 6 годин до 2 днів, якщо небо повністю покрите хмарами. Цей спосіб рекомендувала Всесвітня організація охорони здоров'я як доступний метод обробки побутової води і безпечного зберігання. Понад 2 мільйони людей у країнах, що розвиваються, щоденно застосовують цей спосіб для обробки своєї питної води.
Сонячну енергію можна використовувати в ставках-усереднювачах для обробки стічних вод без застосування хімікатів і витрати електроенергії. Ще однією перевагою для навколишнього середовища є те, що водорості живуть в таких ставках і споживають діоксид вуглецю в процесі фотосинтезу, хоча вони можуть виробляти токсичні речовини, які роблять воду непридатною для вживання.

## Виробництво електроенергії
Сонячна енергетика працює за рахунок перетворення сонячного світла в електроенергію. Це може відбуватись або безпосередньо, з використанням фотовольтаїки, або опосередковано, з використанням систем концентрованої сонячної енергії, у яких лінзи і дзеркала збирають сонячне світло з великої площі в тонкий промінь, а механізм стеження відстежує положення Сонця. Фотовольтаїка перетворює світло на електричний струм за допомогою фотоефекту.
Передбачають, що сонячна енергетика стане найбільшим джерелом електроенергії до 2050 року, у якій на долю фотовольтаїки і концентрованої сонячної енергії буде припадати 16 і 11 % світового виробництва електроенергії відповідно.
Комерційні електростанції на концентрованій сонячній енергії вперше з'явились у 1980-х роках. Після 1985 року установка цього типу SEGS у пустелі Мохаве (Каліфорнія) 354 МВт стала найбільшою сонячною електростанцією у світі. Серед інших сонячних електростанцій цього типу СЕС Солнова (150 МВт) і СЕС Андасол (100 МВт), обидві в Іспанії. Серед найбільших електростанцій на фотовольтаїці: Agua Caliente Solar Project (250 МВт) у США, і Charanka Solar Park (221 МВТ) в Індії. Проєкти потужністю понад 1 ГВт перебувають на стадії розробки, але більшість установок на фотовольтаїці, потужністю до 5 кВт, мають невеликий розмір і розташовані на дахах. Станом на 2013 рік на сонячну енергію припадало менш як 1 % від електроенергії у світовій мережі.

## Архітектура і міське планування

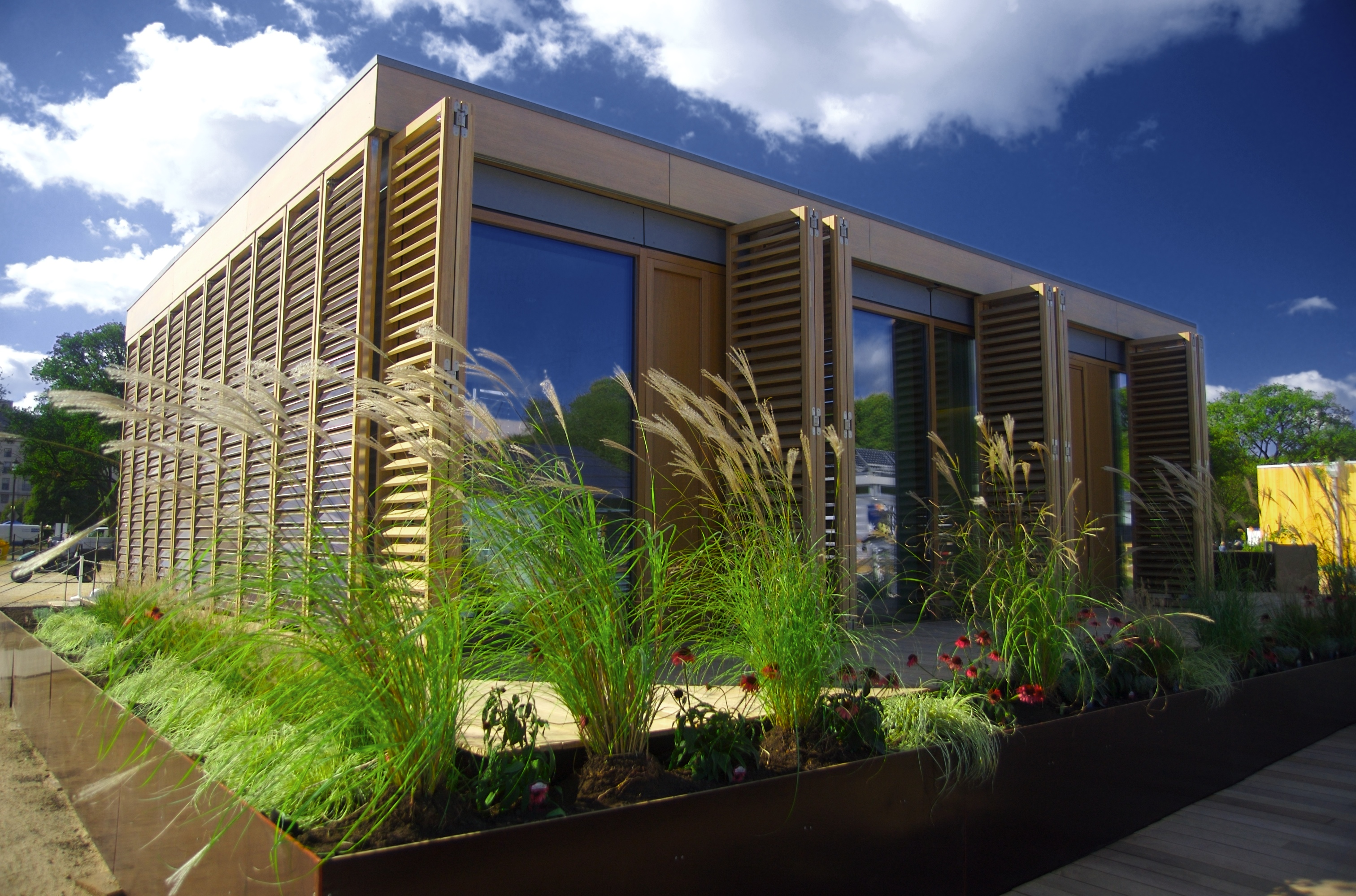
2007 року Дармштадтський технічний університет виграв у Вашингтоні зі своїм пасивним будинком, спроектованим для вологого і гарячого субтропічного клімату.

Наявність сонячного світла впливала на дизайн будівель від самого початку історії архітектури. Вперше просунуті методи сонячної архітектури і міського планування запровадили давні греки і китайці, які орієнтували свої будинки на південь, щоби забезпечити їх освітленням і теплом.
Серед спільних характеристик пасивної сонячної архітектури: сприятлива орієнтація будівель відносно Сонця, компактні пропорції (мале відношення площі поверхні до об'єму), вибіркове затемнення (навіси) і теплова маса. Коли ці властивості вдало підібрані з врахуванням місцевого клімату, то це забезпечує добре освітлення приміщень і дозволяє залишатися в комфортному діапазоні температур. Будинок мегаронного типу Сократа — є класичним прикладом пасивної сонячної архітектури. На нинішньому етапі сонячного дизайну, застосовують комп'ютерне моделювання за допомогою якого зв'язують між собою денне світло, а також системи сонячного обігріву і вентиляції у об'єднаний сонячний дизайн. Активне сонячне обладнання, таке як насоси, вентилятори і сонячні вікна, які виробляють енергію, може доповнити пасивний дизайн і покращити показники роботи системи.
Міський тепловий острів (МТО) — це міський район, де температура вища, ніж у навколишніх сільських місцевостях. Вищі температури є наслідком застосування таких матеріалів як асфальт і бетон, які краще вбирають сонячне випромінювання, оскільки мають нижче альбедо і вищу теплоємність, ніж у природному довкіллі. Щоби безпосередньо протидіяти ефекту, будівлі фарбують у біле і насаджують на вулицях дерева. Згідно з проектом гіпотетичної програми «cool communities» в Лос-Анджелесі, використовуючи ці методи міську температуру можна знизити приблизно на 3 °C. Вартість проекту оцінюють у US$1 млрд, а загальна річна вигода може становити US$530 млн завдяки зменшенню витрат на вентиляцію і охорону здоров'я.

## Сільське господарство і рослинництво

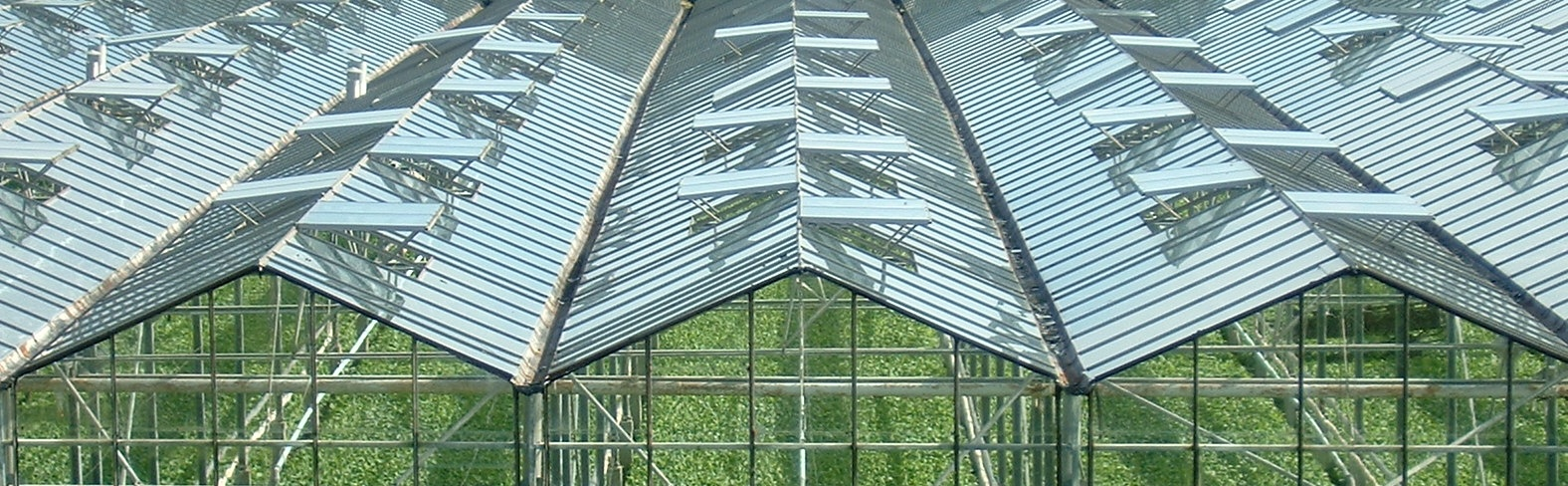
Подібні до цієї оранжереї у муніципалітеті Вестланд у Нідерландах вирощують овочі, фрукти і квіти.

Сільське господарство і рослинництво шукають засоби покращити вбирання сонячної енергії для того, щоби підвищити продуктивність рослин. Такі способи, як часові проміжки посадки, окремішний напрямок рядків, різна висота між рядами і змішування різних видів рослин може підвищувати врожайність. Зазвичай, сонячне світло вважають надлишковим ресурсом і винятки з цього правила лише підкреслюють важливість сонячної енергії для сільського господарства. Упродовж коротких вегетаційних періодів Малого льодовикового періоду, французькі та англійські фермери використовували фруктові стіни щоби збільшити надходження сонячної енергії. Ці стіни діяли як теплова маса і прискорювали достигання за рахунок зберігання рослин у теплі. Ранні фруктові стіни, будували перпендикулярно до поверхні землі і повернутими на південь, але з часом з'явились похилі стіни, які краще використовували сонячне світло. 1699 року, Ніколас Фатіо де Дюйє навіть запропонував застосовувати механізм відстеження, який міг би повертатись у напрямку сонця. Застосування сонячної енергії в сільському господарстві крім вирощування рослин, передбачає перекачування води, висушування врожаю, виведення курчат і висушування пташиного посліду. Останнім часом, цю технологію почали застосовувати винороби, які використовують енергію від сонячних панелей, щоб забезпечити енергією виноробні преси.
Оранжереї перетворюють сонячне світло на тепло, та забезпечують цілорічне вирощування рослин, які в природі не пристосовані для цього клімату. Найпростіші оранжереї використовували в римські часи, щоб цілий рік вирощувати огірки для імператора Тиберія. Найперші сучасні оранжереї з'явилися в Європі у XVI столітті, щоб зберігати в них рослини, які привезли з дослідницьких подорожей.

## Додаткова література

### Книги
- Фотоенергетика: навч. посібник / Ю. П. Колонтаєвський, Д. В. Тугай, С. В. Котелевець; Харків. нац. ун-т міськ. госп-ва ім. О. М. Бекетова. – Харків : ХНУМГ ім. О. М. Бекетова, 2019. – 160 с.
- Rachid Ahmed; Goren Aytac; Becerra Victor; Radulovic Jovana; Khanna Sourav (2023). Solar energy engineering and applications. Power systems. Cham: Springer. ISBN 978-3-031-20829-4.
- Gaurav Saini, Korhan Cengiz, Sesha Srinivasan, Sanjeevikumar Padmanaban, Krishna Kumar (2023). Solar Energy: Advancements and Challenges. River Publishers. ISBN 9788770227032.
- Ibrahim Moukhtar, Adel Z. El Dein, Adel A. Elbaset, Yasunori Mitani (2021). Solar Energy: Technologies, Design, Modeling, and Economics. Power Systems. Springer. ISBN 978-3-030-61306-8.
- Letcher Trevor; Fthenakis Vasilis (2018). A Comprehensive Guide to Solar Energy Systems: With Special Focus on Photovoltaic Systems. London: Academic Press. ISBN 978-0-12-811479-7.

### Журнали
- Solar Energy (Elsevier)
- Solar Energy Materials and Solar Cells (Elsevier)
- Journal of Solar Energy Engineering, Transactions of the ASME (The American Society of Mechanical Engineers)